# Isabel Wilder
Isabel Wilder (Madison, 13 gennaio 1900 – Hamden, 27 febbraio 1995) è stata una scrittrice e mecenate statunitense sorella del drammaturgo Thornton Wilder, per il quale fu agente letterario, portavoce e biografa .

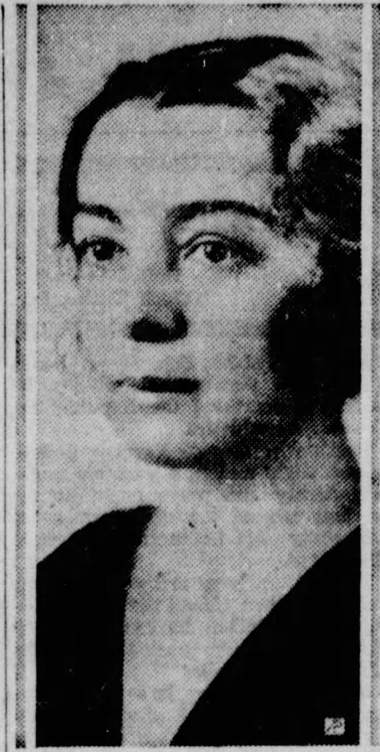
Isabel Wilder

Fu una delle figlie di Isabella ed Amos Parker Wilder editore del Wisconsin State Journal. Il supporto di suo padre per la campagna presidenziale di Theodore Roosevelt gli fece guadagnare un posto nella diplomazia statunitense e portò la famiglia a trasferirsi ad Hong Kong nel 1906. Oltre ad Isabel ed i suoi genitori, la famiglia comprendeva altri quattro figli: il maggiore, poeta e teologo, Amos (1895-1993), il drammaturgo Thornton (1897-1975), la poetessa Charlotte (1898-1980) e la zoologa Janet Wilder Dakin..
L'infanzia e gli studi di Isabel Wilder's furono sconvolti dalle mosse successive della famiglia, trasferitasi poi in Cina e quindi di ritorno negli Stati Uniti nel 1912, a Berkeley in California; quindi nel 1915 ad Hamden, nel Connecticut . Nel 1924 iniziò a studiare arti drammatiche alla Yale University, dove si laureò nel 1928. Faceva parte della prima classe della nuova facoltà, la Yale School of Drama.
Durante e dopo i suoi studi, supportò la carriera del fratello Thornton, che già nel 1928 aveva vinto il suo primo Premio Pulitzer per il suo romanzo Il ponte di San Luis Rey. Fu responsabile, per esempio, per la pubblicazione di Long Christmas dinner, and other plays nel 1931..
Nel frattempo pubblicò anche romanzi propri: "Mother and Four" (1933) , "Heart Be Still" (1934)  e "Let Winter Go" (1937). Continuò però anche a lavorare con il fratello, contribuendo in vario modo alle sue opere. Dopo la morte di Thornton nel 1977, si occupò della pubblicazione dei suoi scritti inediti, come l'opera The Alcestiad(1977), "American Characteristics and Other Essays" (1979) e nel 1985 scrisse la prefazione a "The Journals of Thornton Wilder 1939 -1961". In memoria di suo fratello, Isabel Wilder istituì nel 1978 il "Thornton Niven Wilder Prize", un premio per la traduzione di opere di letteratura straniera, assegnato ogni anno dalla Columbia University.

## Opere principali
- Mother and Four, New York, Coward, McCann, 1933.
- Heart, Be Still, New York, Coward, McCann, Inc., 1934.
- Let Winter Go, New York, Coward-McCann, Inc., 1937.